# Мери Уебър
Мери Елен Уебър (на английски: Mary Ellen Weber) е американски учен и астронавт от НАСА, участник в два космически полета.

## Образование
Мери Уебър завършва колежа Bedford High School, Охайо през 1980 г. През 1984 г. завършва университета Пардю, Индиана с бакалавърска степен по химично инженерство. През 1988 г. става доктор по физикохимия в Калифорнийския университет, Бъркли, окръг Аламида.

## Служба в НАСА
Мери Уебър е избрана за астронавт от НАСА на 31 март 1992 г., Астронавтска група №14. Тя е взела участие в два космически полета и има 450 часа в космоса.

### Космически полети
| Космически полети на Мери Елен Уебър                             | Космически полети на Мери Елен Уебър | Космически полети на Мери Елен Уебър | Космически полети на Мери Елен Уебър | Космически полети на Мери Елен Уебър | Космически полети на Мери Елен Уебър | Космически полети на Мери Елен Уебър |
| №                                                                | Дата                                 | КК                                   | Емблема на мисията                   | Функции                              | Продължителност                      |                                      |
| ---------------------------------------------------------------- | ------------------------------------ | ------------------------------------ | ------------------------------------ | ------------------------------------ | ------------------------------------ | ------------------------------------ |
| 1                                                                | 13 януари 1993                       | „Дискавъри“, мисия STS-70            |                                      | Специалист на мисията                | 8 денонощия 22 часа 20 мин. 05 сек.  |                                      |
| 2                                                                | 19 май 2000                          | „Атлантис“, мисия STS-101            |                                      | Специалист на мисията                | 9 денонощия 21 часа 10 мин. 10 сек.  |                                      |
| Сумарно време в космоса – 18 денонощия 18 часа 30 минути 15 сек. |                                      |                                      |                                      |                                      |                                      |                                      |

## След НАСА
След като напуска НАСА в края на 2002 г., Мери Уебър става вицепрезидент на аерокосмическата фирма STELLAR STRATEGIES, LLC.